# Rislev Sogn
Rislev Sogn er et sogn i Næstved Provsti (Roskilde Stift).
I 1800-tallet var Rislev Sogn anneks til Fensmark Sogn. Begge sogne hørte til Tybjerg Herred i Præstø Amt. Fensmark-Rislev sognekommune deltog frivilligt allerede inden kommunalreformen i 1970 i dannelse af Holmegaard Kommune, der ved strukturreformen i 2007 indgik i Næstved Kommune. Ved selve kommunalreformen gik Rislev dog straks til Næstved i stedet for Holmegaard.
I Rislev Sogn ligger Rislev Kirke.
I sognet findes følgende autoriserede stednavne:
- Bakkegård (landbrugsejendom)
- Gangesbro (bebyggelse)
- Gerdrup (bebyggelse, ejerlav)
- Køberup (bebyggelse, ejerlav)
- Rislev (bebyggelse, ejerlav)
- Stenskov (areal, bebyggelse)
- Søgård (landbrugsejendom)